# Ayub Thabit

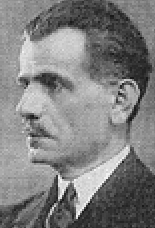
Ayub Thabit

Ayub Thabit (französisch Ayoub Tabet; arabisch أيوب ثابت Ayub Thabit, DMG Ayyūb Ṯābit; * 1884 in Beirut; † 1951) war ein libanesischer Politiker protestantischer Konfession.

## Leben
Ayub Thabit war maronitischer Herkunft, konvertierte aber zum evangelischen Glauben. Ab 1905 studierte er in den Vereinigten Staaten Medizin und hielt sich 1913/14 in Paris auf. Während des Ersten Weltkrieges noch einmal in den Vereinigten Staaten, kehrte er nach Ende des Krieges in den Libanon zurück.
Unter dem Völkerbundmandat wurde er 1928 Innenminister. Von 30. Januar 1936 bis 5. Januar 1937 war er Ministerpräsident des Libanon. Die Militärregierung des „Freien Frankreich“ unter Georges Catroux setzte ihn vom 18. März bis 21. Juli 1943 als Präsident des Libanon ein. Parallel bekleidete er vom 22. März bis 21. Juli 1943 zum zweiten Mal das Amt des Ministerpräsidenten. Ayub Thabit geriet während seiner kurzen Amtszeit in den Machtkampf zwischen den moslemischen und christlichen Parteien und wurde von Catroux’ Nachfolger Jean Helleu abgesetzt. Ihm folgte der moderatere christliche Politiker Petro Trad als Präsident des Libanon.